# Uzbekneftegaz
Uzbekneftegaz (en russe : НХК "Узбекнефтегаз" (Национальная Холдинговая Компания)) est une compagnie pétrolière nationale  d'Ouzbékistan.

## Histoire
Uzbekneftegaz a été créée en 1992 et transformée en 1998 en une holding nationale.

## Opérations
Uzbekineftegaz supervise un consortium avec la Korea National Oil Corporation, China National Petroleum Corporation, Lukoil et Petronas pour l'exploration et le développement des champs gaziers dans la Mer d'Aral.